# استيطان عشوائي

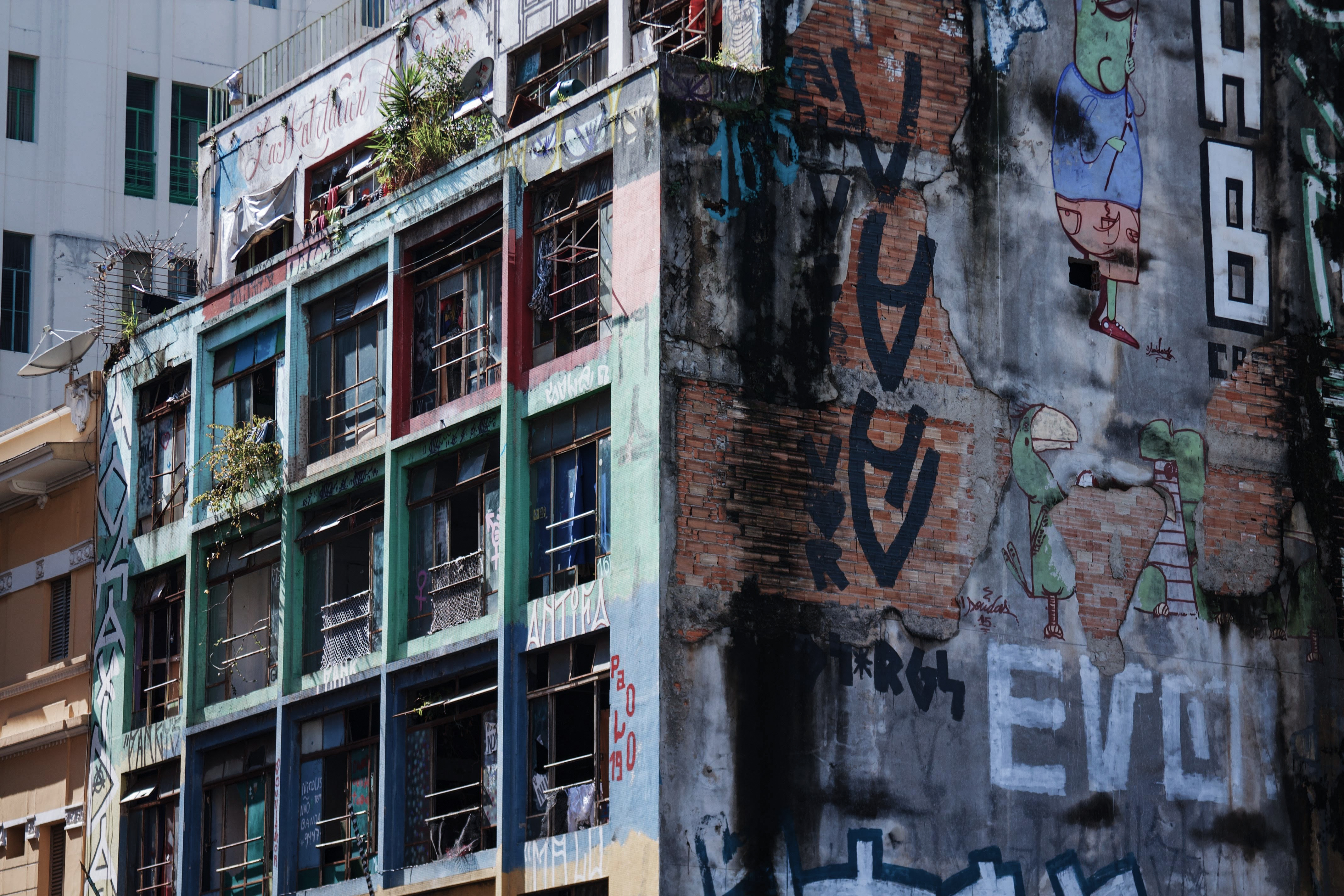

الاستيلاء العشوائي أو التجاوز السكني (بالإنجليزية: Squatting)‏، هو احتلال مساحة من الأراضي أو المباني المهجورة أو غير المأهولة، وعادةً ما تكون مساحات سكنية لا يتمتع المستوطنون العشوائيون بحق ملكيتها أو استئجارها ولا يمتلكون تصريحًا قانونيًا لاستعمالها. أشار المؤلف روبرت نيويرث إلى وجود نحو مليار مستوطن عشوائي في أنحاء العالم.
يحدث الاستيطان العشوائي في جميع أنحاء العالم غالبًا عندما يحتل الفقراء والمشردون مبانٍ أو أراضٍ خاوية ليتخذوها مأوىً لهم. وللاستيطان العشوائي تاريخ طويل يُصنف حسب الدول أدناه.
يبدأ الاستيطان غالبًا على هيئة مستوطنات عشوائية في كل من الدول النامية والأقل نماءً ومدن الصفيح. على سبيل المثال، يوجد العديد من سكان الرصيف والممَثلين بمجموعات مثل سكان الأحياء الفقيرة الدولية وحركة سكان مجوندولو في كل من الهند وجنوب إفريقيا. وفي هونغ كونغ يوجد ما يُدعى بأسطح الأحياء الفقيرة. وتحتوي البرازيل على تجمعات الفافيلا وحركات اجتماعية كبيرة تتألف من آلاف الأشخاص مثل حركة العمال المشردين وحركة العمال المُعدمين. وفي الدول الناطقة باللغة الإسبانية، تُعرف الأحياء العشوائية بمصطلحات عدة مثل: قصر البؤس (الأرجنتين) والقرى الشابة (البيرو) والسكن العشوائي (تشيلي وإسبانيا) والمستوطنات غير المنتظمة (غواتيمالا والأوروجواي).
تحتوي الدول الصناعية المتقدمة غالبًا على أحياء عشوائية وحركات استيطان سياسية، والتي قد تكون ذات طبيعة لا سلطوية أو استقلالية ذاتية أو اشتراكية. استحدثت الحركات المعارضة من ستينيات وسبعينيات القرن الماضي مساحات حرة مثل كريستيانيا البلدة الحرة في الدنمارك وبلدة راجورد في هولندا. وتحدد الأوضاع المحلية سياق تلك الأحياء، فنجد المراكز الاجتماعية ذاتية الإدارة في إيطاليا، ومستوطنات اللاجئين العشوائية في أثينا، اليونان. وفي أواخر سبعينيات القرن الماضي، قُدر عدد المستوطنين العشوائيين نحو 50000 مستوطن في كل من إنجلترا وويلز.

## نظرة عامة
عادة ما تتخذ أغلبية عمليات الاستيطان العشوائي طبيعة سكنية، وتنشأ عندما يتخذ الفقراء والمشردون الأراضي والممتلكات المهجورة ملجأً لهم. وفقًا للمؤلف روبرت نيويرث، يوجد ما يزيد عن مليار مستوطن عشوائي (واحد من كل سبعة) حول العالم في عام 2004. ومن المحتمل أن يزدادوا إلى مليارين (واحد من كل أربعة) بحلول عام 2030 إن استمر هذا التوجه، وثلاثة مليار مستوطن بحلول عام 2050 (واحد من كل ثلاثة). ووفقًا لأكاديمية كيسيا ريف، على الرغم من أعداد المستوطنين العشوائيين «يغيب الاستيطان العشوائي بشكل كامل في النقاشات السياسية والأكاديمية، ونادرًا ما يُصور على أنه مشكلة أو عارض أو حركة اجتماعية أو سكنية».
تضم العديد من دول العالم الفقيرة عددًا كبيرًا من المناطق العشوائية أو مدن الصفيح، وتقام على أطراف المدن الكبيرة، وتحتوي كليًا على مساكن مشيدة ذاتيًا مبنية دون إذن من مُلاك الأراضي. وبمرور الوقت، تنمو هذه الأحياء لتصبح قانونية ولا تُميز عن المناطق السكنية الطبيعية المجاورة، وتبدأ غالبًا كمستوطنات عشوائية بأقل بنية تحتية أساسية ممكنة. وبالتالي، فإنها لا تحتوي على أنظمة للصرف الصحي، ويُحصل السكان على مياه الشرب عادة من الباعة أو تُحمل من أي صنبور قريب. وتسرق الكهرباء من الأسلاك العابرة. توجد مثل هذه المستوطنات في الدول الصناعية مثل مدينة كنيادا ريال في ضواحي مدريد.
قد يُعزى الاستيطان العشوائي إلى الحركات السياسية، مثل اللاسلطوية أو الاستقلالية الذاتية أو الاشتراكية. وقد يمثل وسيلة للحفاظ العمراني أو عمليات الاحتجاج. وتستخدم المجتمعات المحلية الأحياء العشوائية كمتاجر مجانية أو مقاهي أو محطات الإذاعات المُقرصنة أو مراكز اجتماعية مستقلة ذات الأهداف المتعددة.

### التصنيف النموذجي
يفصل عالِم الاجتماع الهولندي، هانس براوت الأحياء العشوائية إلى خمس فئات متباينة:
1. الاستيطان العشوائي الذي يقوم به الأشخاص المشردون بناءً على حاجتهم إلى السكن.
2. إستراتيجية الإسكان البديلة، والتي يقوم بها الأشخاص عبر إجراءات مباشرة في حال عدم استعدادهم لانتظار قوائم البلدية لتأمين مساكن لهم.
3. الأعمال الحرة، والتي يقتحم بها الأشخاص المباني لخدمة حاجة المجتمع للحانات الرخيصة والنوادي وغيرها.
4. أغراض المحافظة، وفيها تُحمى الآثار التي تركتها السلطات لتنحدر.
5. أغراض سياسية، يستوطن النشطاء في المباني أثناء الاحتجاج أو لإنشاء المراز الاجتماعية.

## قانونية الاستيطان العشوائي
يعد الاستيطان العشوائي جريمة في العديد من الدول، وفي دول أخرى يُرى أنه نزاع مدني بين المالك والمحتل. تقليديًا كانت قوانين الملكية لصالح ملاك العقارات غير أن القوانين غيرت لترخيص الحالات التي يحصل فيها المستوطنون العشوائيون على الملكية بحكم الأمر الواقع. ويزعم المستوطنون حقهم بالمساحات التي استوطنوها غالبًا استنادًا للاستيلاء عوضًا عن الملكية. وفي ذلك المغزى، يتشابه الاستيطان العشوائي (ويكون حالة ضرورية محتملة) مع الحيازة المتنازع عليها، والذي يمكن من خلاله لمالك العقار بغير سند الحصول على سند قانوني لملكيته.
علق الثائر كولن وارد «يُعتبر الاستيطان العشوائي من أقدم أشكال نيل حقوق الملكية في العالم، وجميعنا ينحدر من أصول المستوطنين العشوائيين. وهذا صحيح كصحة أن أراضي ملكة المملكة المتحدة البالغة 176000 فدان (710 كيلو متر مربع) يمتلكها ما نسبته 54% من المستأجرين، وهم المستفيدون بشكل أكبر من الأراضي المسروقة، لكن اعتبار كوكبنا سلعةً يسيء إلى جميع مبادئ الحقوق الطبيعية».
ويمتلك البعض وجهة نظر مختلفة، على سبيل المثال، صرح مأمور شرطة المملكة المتحدة سو ويليامز بأن «الاستيطان العشوائي مرتبط بالسلوك المعادي للمجتمع، وقد يحدث أضرارًا وإزعاجًا للسكان المحليين. وفي بعض الحالات، قد تنشب بعض النشاطات الإجرامية أيضًا».

## التصورات
تختلف وجهات النظر العامة نحو الاستيطان العشوائي، اعتمادًا على الجوانب القانونية والظروف الاجتماعية الاقتصادية وأنواع الاسكانات التي يحتلها المستوطنون العشوائيون. وبينما يُعامل الاستيطان العشوائي للمباني البلدية بتساهل، فإن الاستيطان العشوائي في الممتلكات الخاصة يؤدي إلى ردود فعل سلبية قوية من جانب الشعب والسلطات. ويُنظر للاستيطان العشوائي على كوسيلة للتقليل من معدل الجريمة وتدمير الممتلكات الخالية في حال حدوثه بشكل إيجابي وبطريقة تقدمية، اعتمادًا على إمكانات المستوطنين العشوائيين واستعدادهم للتكيف مع قواعد اجتماعية اقتصادية معينة في المجتمعات التي يقطنون فيها. علاوة على ذلك، قد يساهم المستوطنون العشوائيون في تطوير المواقع المهملة والأحياء المهجورة والبالية والفاسدة داخل أقسام معينة من المدن أو البلدات المعتدلة وشديدة التحضر، على سبيل المثال، تغيرت أوضاع جنوب مانهاتن في مدينة نيويورك بين سبعينيات القرن الماضي وبعد أحداث الحادي عشر من أيلول في الألفية الجديدة.

## الحيازة المناهضة
الحيازة المناهضة هي طريقة للحصول على سند ملكية عبر الامتلاك لفترة زمنية قانونية في ظل ظروف معينة. تعمل بهذا المبدأ دول عديدة منها إنجلترا والولايات المتحدة الأمريكية، وذلك بناءً على القانون العام. ومع ذلك، تمتلك بعض سلطات القانون غير العام القضائية قوانينًا مشابهة للحيازة المناهضة، فعلى سبيل المثال، يوجد قوانين في لويزيانا تُدعى حق التملك بمضي المدة، والمُشتقة من قانون فرنسي.

## الاستيطان العشوائي في إفريقيا
تُعد مستوطنة حي الزبالين والقرافة أحياء عشوائية مشهورة في مجتمعات القاهرة في مصر.
يوجد الكثير من الأحياء العشوائية في كينيا مثل كيبيرا في نيروبي.
يعيش قرابة 1000 شخص في مستوطنة غراندا هوتيل بيرا في الموزمبيق.
تُعرف المستوطنات غير الرسمية في زامبيا، وخاصة بالقرب من لوساكا بالكومبوني.

### جنوب إفريقيا
يتجه المستوطنون في جنوب إفريقيا إلى العيش في المستوطنات غير الرسمية أو مخيمات المستوطنين العشوائيين عند ضواحي المدن الكبرى، وغالبًا بالقرب من بلديات الحكم المحلي. في منتصف تسعينيات القرن الماضي، عاش قرابة 7.7 مليون مواطن من جنوب إفريقيا في مستوطنات غير رسمية، أي خُمس عدد السكان. ازداد الرقم بشكل متسارع بعد عهد التفرقة العنصرية. واحتل المستوطنون العشوائيون العديد من المباني خاصة في وسط مدينة جوهانسبيرج. ويُمكن لأصحاب المُلكية والحكومة إخلاء المستوطنين بعد اتباع إجراءات قانونية معينة من ضمنها طلب أمر من المحكمة.
في ديربان، يُخلي مجلس البلدية المستوطنات بشكل دوري دون أمر من المحكمة في مواجهة للقانون، وكان هناك صراع دائم بين مجلس البلدية وحركة ساكني الأكواخ المعروفة بحركة سكان مجوندولو. مثلت المنظمة المستوطنين العشوائيين في امتلاك الأراضي واستغلالها مثل قرية ماكاسار في عام 2009 وماريكانا في عام 2013، وكافحت أيضًا قانون كوازولو ناتال للقضاء على الأحياء الفقيرة ومنع ظهورها.
ظهرت هناك أيضًا صراعات مشابهة بين مجلس بلدية كيب وسكان الأكواخ المرتبطين بحملة مناهضة إخلاء غرب كيب. والتي تُعد أحد أهم قضايا إخلاء المستوطنين العشوائيين في  منازل مدخل ن2 في ضاحية ديلفت، حيث أُطلق النار على أكثر من 20 مواطن، من ضمنهم طفل في الثالثة من عمره. وثمة العديد من الشكاوي حول شرعية إجراءات الحكومة. استوطنت العديد من العائلات بعد ذلك في طريق سيمفوني، وهو طريق رئيسي في بلدية ديلفت ذات الحكم المحلي، قبل إرغامهم على الانتقال لمعسكر بليكيسدروب.